# 亘理町
亘理町（わたりちょう）は、宮城県南部の亘理郡に属する町。東は太平洋に面しており、西には阿武隈高地、北には阿武隈川が位置する。亘理伊達氏の城下町として知られる。

## 概要
町域は西側に里山地帯、東側には沖積平野の田園地帯が広がる。県の地域区分では広域仙台都市圏に含まれる。
仙台藩主・伊達政宗の重臣である伊達成実を初代当主とする亘理伊達氏の城下町として栄え、町内にはそれに伴う名所や旧跡が点在する。
町内は、中央西部に位置し町の中心地である亘理地区と北部の逢隈地区、中央東部の沿岸に位置する荒浜地区、南部の吉田地区に分けられる。亘理地区の市街地を東西に貫く県道10号塩釜亘理線の沿道には中小の店舗が建ち並び、亘理郡の中心商業地となっている。
温暖な気候を利用しての果樹・花卉栽培が盛んであり、特にイチゴが名産である。2007年には郷土料理のはらこ飯が農林水産省の主催する農山漁村の郷土料理百選に選出された。
隣接する山元町とは2002年（平成14年）11月から合併に向けて協議が行われたが決裂した。県から代替案として名取市・岩沼市・亘理町・山元町を合併する案が示されたが、人口規模のみを基準とする案であったため具体的な協議が行われることも無かった。

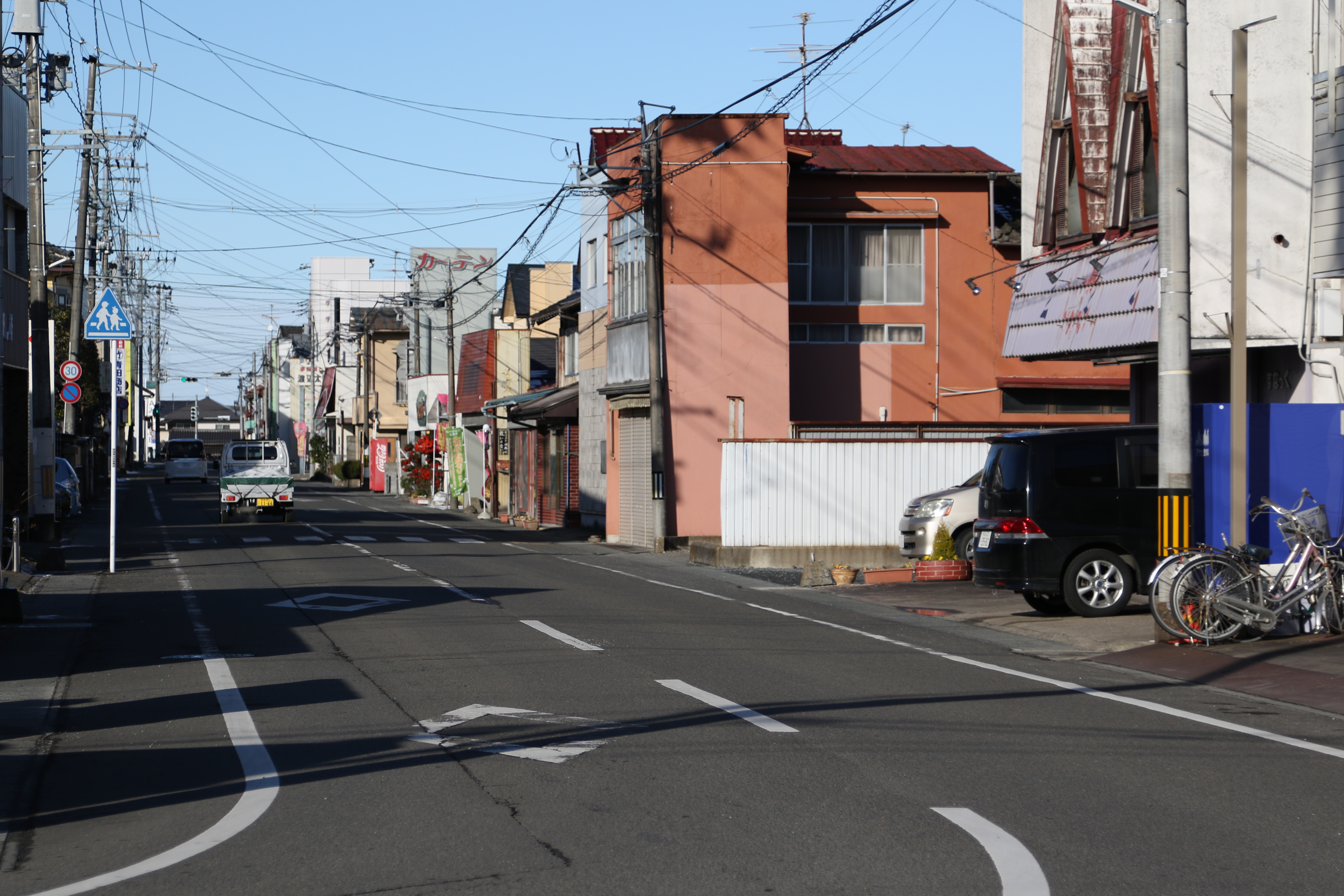
亘理地区の市街地（五日町）
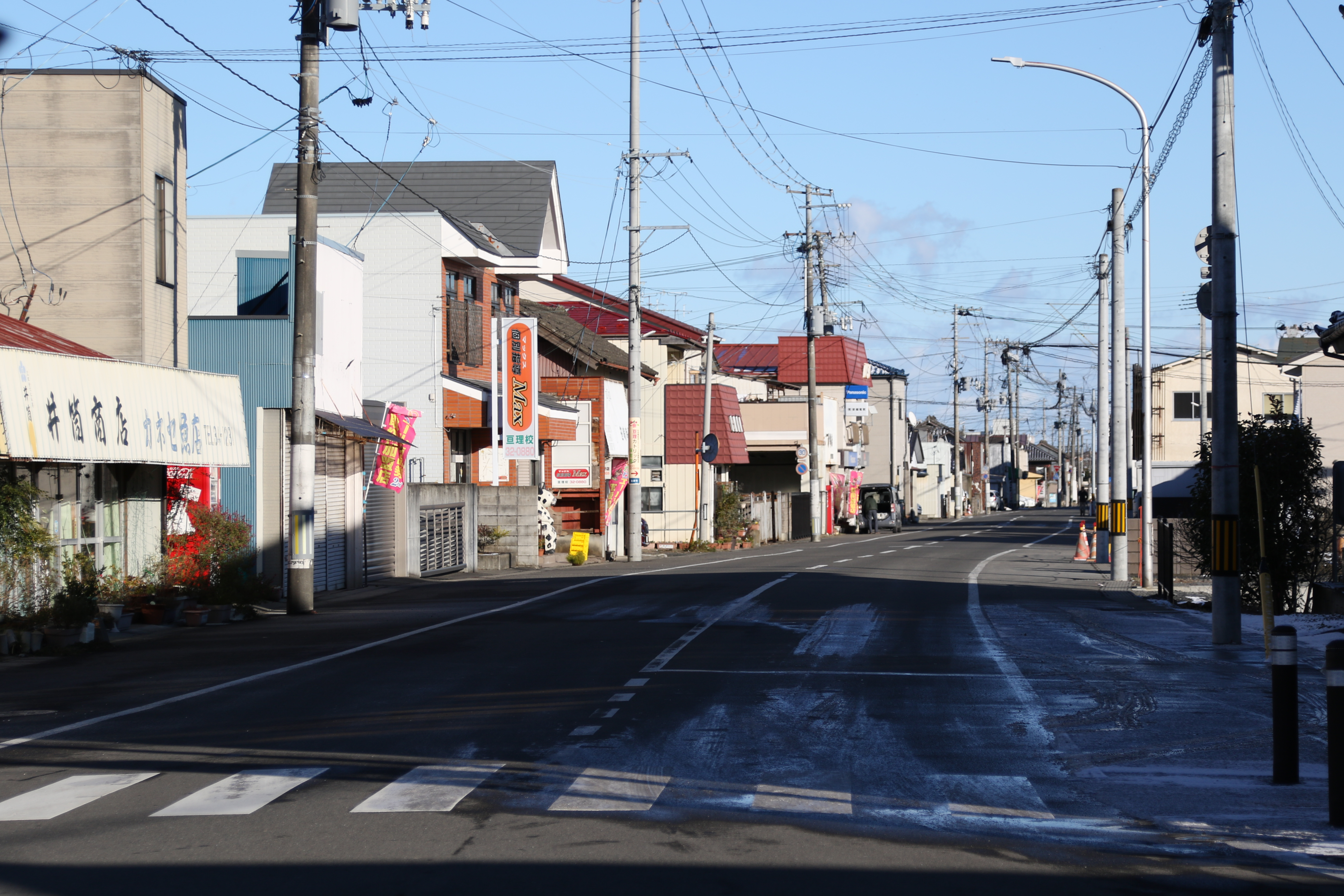
亘理地区の市街地（新町）
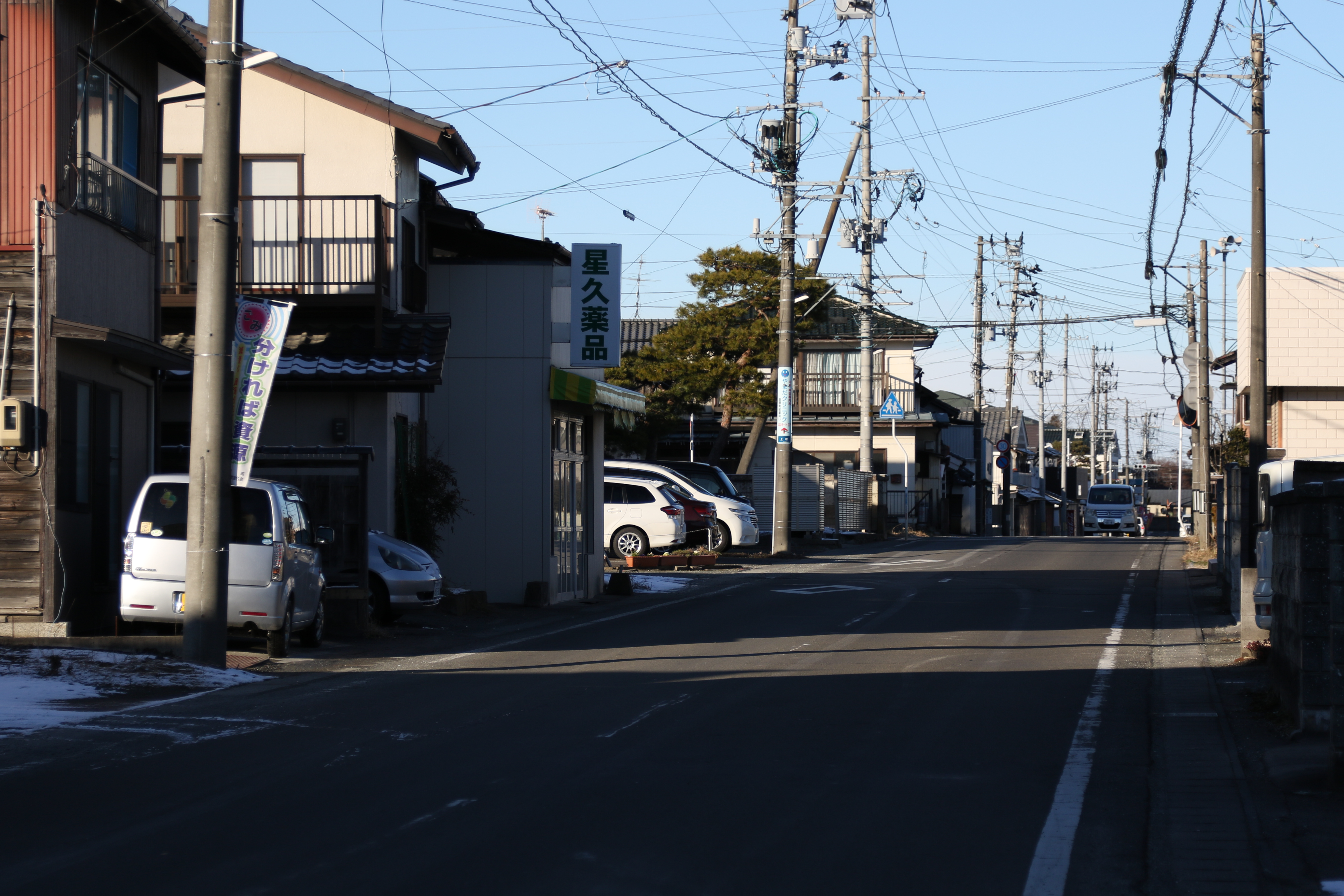
亘理地区の市街地（上町）
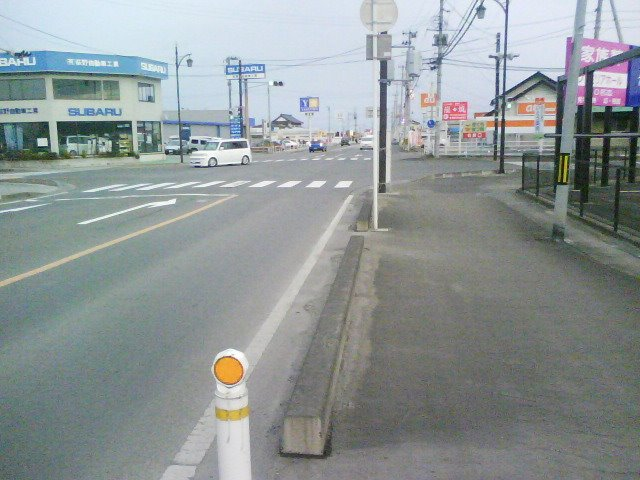
亘理地区（県道10号塩釜亘理線）

## 地理
町の西側は丘陵地帯になっており、東側には平野が広がっている。北側の岩沼市との境には阿武隈川が流れ、太平洋に注ぐ。沿岸部には汽水湖の鳥の海がある。
奥羽山脈と陸前丘陵、さらに阿武隈高地によって雪雲が遮断され、海風によって気温が上昇するため、冬季は県内でも特に晴天率が高く温暖な地域である。
- 山：阿武隈高地の最北端に位置し、四方山（274m）→黒森山（255m）→愛宕山（185m）→三門山（みつもんやま、205m）→七峰山（ななうねさん、124m）と北上して阿武隈川に至る。
- 河川：阿武隈川・鐙川・舟入川

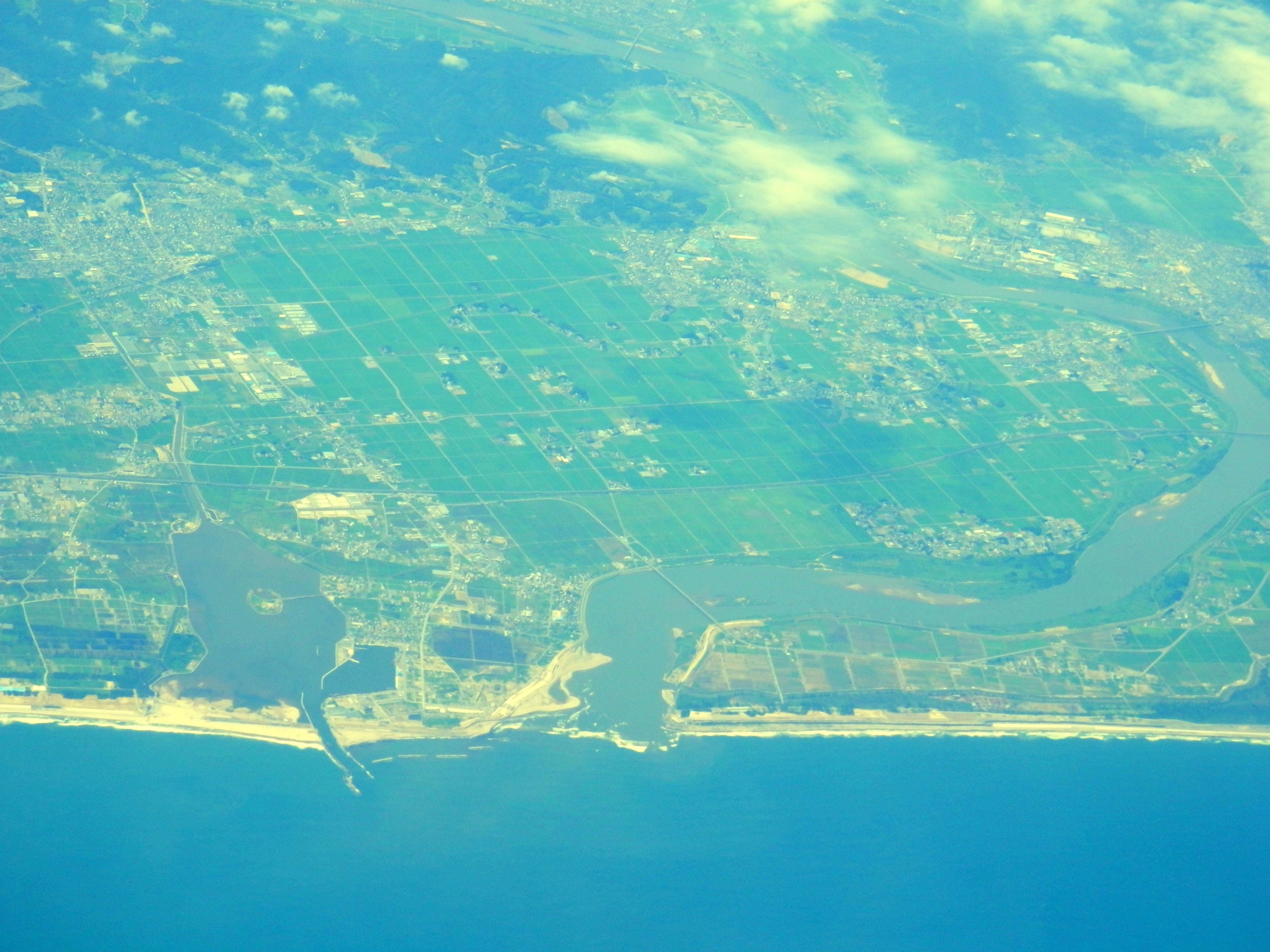
太平洋上空から見た亘理町北部
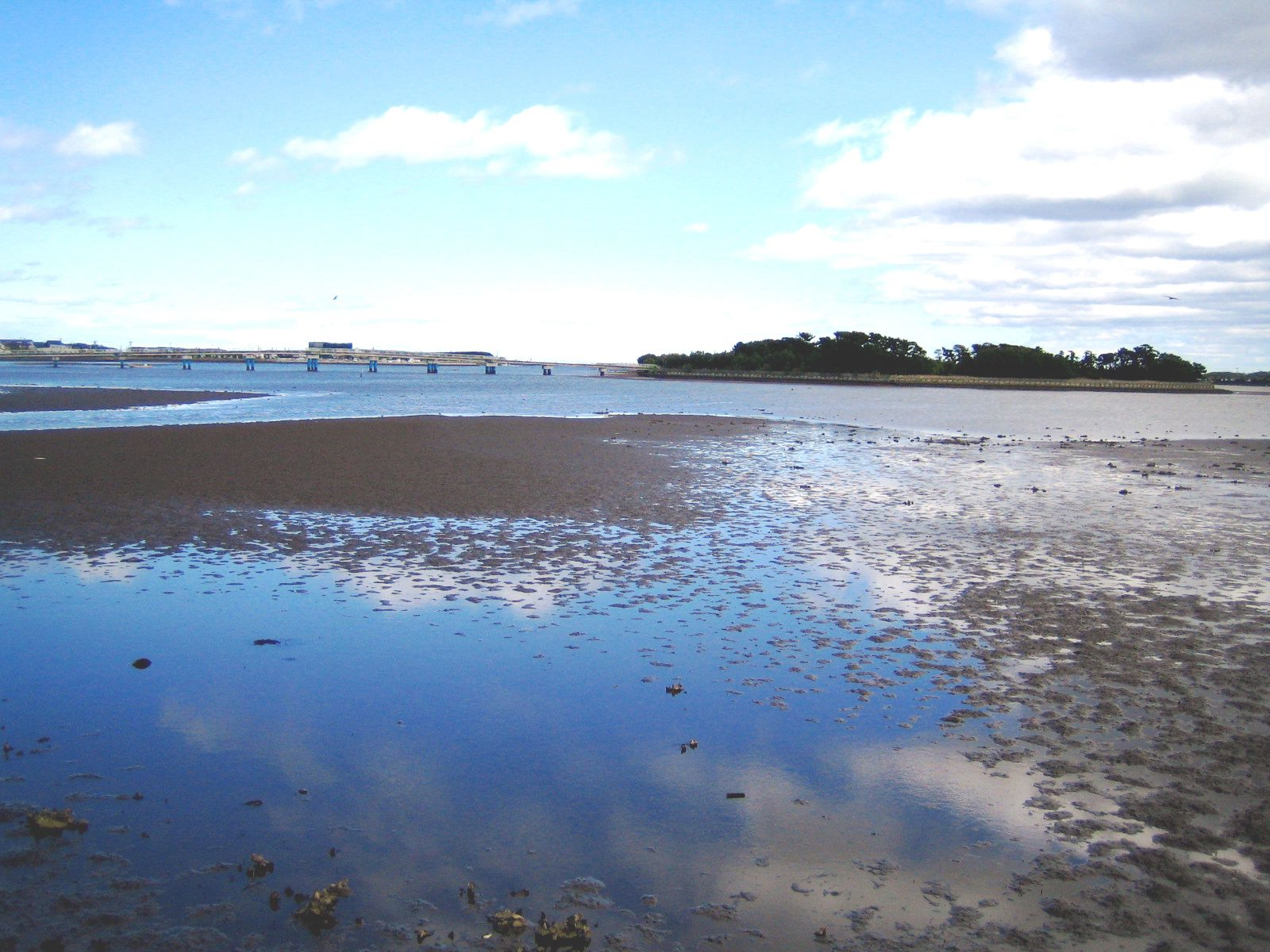
鳥の海

### 気候
| 亘理（1991年 - 2020年）の気候      | 亘理（1991年 - 2020年）の気候 | 亘理（1991年 - 2020年）の気候 | 亘理（1991年 - 2020年）の気候 | 亘理（1991年 - 2020年）の気候 | 亘理（1991年 - 2020年）の気候 | 亘理（1991年 - 2020年）の気候 | 亘理（1991年 - 2020年）の気候 | 亘理（1991年 - 2020年）の気候 | 亘理（1991年 - 2020年）の気候 | 亘理（1991年 - 2020年）の気候 | 亘理（1991年 - 2020年）の気候 | 亘理（1991年 - 2020年）の気候 | 亘理（1991年 - 2020年）の気候 |
| 月                                 | 1月                           | 2月                           | 3月                           | 4月                           | 5月                           | 6月                           | 7月                           | 8月                           | 9月                           | 10月                          | 11月                          | 12月                          | 年                            |
| ---------------------------------- | ----------------------------- | ----------------------------- | ----------------------------- | ----------------------------- | ----------------------------- | ----------------------------- | ----------------------------- | ----------------------------- | ----------------------------- | ----------------------------- | ----------------------------- | ----------------------------- | ----------------------------- |
| 最高気温記録 °C （°F）             | 17.4 (63.3)                   | 20.8 (69.4)                   | 25.2 (77.4)                   | 30.2 (86.4)                   | 30.8 (87.4)                   | 33.9 (93)                     | 36.1 (97)                     | 36.0 (96.8)                   | 34.7 (94.5)                   | 29.5 (85.1)                   | 26.1 (79)                     | 20.8 (69.4)                   | 36.1 (97)                     |
| 平均最高気温 °C （°F）             | 6.1 (43)                      | 6.7 (44.1)                    | 10.1 (50.2)                   | 15.3 (59.5)                   | 19.7 (67.5)                   | 22.4 (72.3)                   | 25.8 (78.4)                   | 27.5 (81.5)                   | 24.6 (76.3)                   | 19.7 (67.5)                   | 14.3 (57.7)                   | 8.8 (47.8)                    | 16.8 (62.2)                   |
| 日平均気温 °C （°F）               | 1.8 (35.2)                    | 2.2 (36)                      | 5.2 (41.4)                    | 10.3 (50.5)                   | 15.2 (59.4)                   | 18.7 (65.7)                   | 22.4 (72.3)                   | 23.9 (75)                     | 20.6 (69.1)                   | 15.2 (59.4)                   | 9.4 (48.9)                    | 4.3 (39.7)                    | 12.4 (54.3)                   |
| 平均最低気温 °C （°F）             | −2.5 (27.5)                   | −2.3 (27.9)                   | 0.3 (32.5)                    | 5.2 (41.4)                    | 11.0 (51.8)                   | 15.6 (60.1)                   | 19.7 (67.5)                   | 21.0 (69.8)                   | 17.2 (63)                     | 11.1 (52)                     | 4.6 (40.3)                    | −0.1 (31.8)                   | 8.4 (47.1)                    |
| 最低気温記録 °C （°F）             | −13.0 (8.6)                   | −11.6 (11.1)                  | −7.6 (18.3)                   | −4.9 (23.2)                   | 2.9 (37.2)                    | 7.9 (46.2)                    | 12.3 (54.1)                   | 12.7 (54.9)                   | 7.7 (45.9)                    | 0.9 (33.6)                    | −3.8 (25.2)                   | −7.3 (18.9)                   | −13.0 (8.6)                   |
| 降水量 mm （inch）                 | 45.3 (1.783)                  | 33.3 (1.311)                  | 71.7 (2.823)                  | 86.6 (3.409)                  | 104.7 (4.122)                 | 133.1 (5.24)                  | 180.7 (7.114)                 | 154.9 (6.098)                 | 202.6 (7.976)                 | 164.0 (6.457)                 | 58.0 (2.283)                  | 37.3 (1.469)                  | 1,272.2 (50.087)              |
| 平均降水日数 （≥1.0 mm）           | 5.3                           | 5.1                           | 7.7                           | 8.1                           | 9.4                           | 11.7                          | 13.8                          | 11.5                          | 12.1                          | 8.8                           | 5.8                           | 5.5                           | 104.9                         |
| 平均月間日照時間                   | 153.2                         | 158.2                         | 183.4                         | 190.6                         | 190.1                         | 146.0                         | 132.9                         | 155.9                         | 131.2                         | 144.9                         | 145.5                         | 146.4                         | 1,881.1                       |
| 出典1：Japan Meteorological Agency |                               |                               |                               |                               |                               |                               |                               |                               |                               |                               |                               |                               |                               |
| 出典2：気象庁                      |                               |                               |                               |                               |                               |                               |                               |                               |                               |                               |                               |                               |                               |

## 人口
令和2年国勢調査より前回調査からの人口増減をみると、1.49%減の33,087人であり、増減率は県下35市町村中12位。
高度経済成長期に大都市圏への人口移動により減少したものの、その後は増加傾向を維持していたが、2010年（平成22年）に減少に転じている。

宮城県内の市である角田市と白石市より人口および人口密度が大きい。また、東北地方の町としては、柴田町、利府町に次いで3番目に人口が大きい。
| |                                        |  |
| 亘理町と全国の年齢別人口分布（2005年） | 亘理町の年齢・男女別人口分布（2005年） |  |
| ■紫色 ― 亘理町 ■緑色 ― 日本全国 | ■青色 ― 男性 ■赤色 ― 女性              |  |
| 亘理町（に相当する地域）の人口の推移 \| 1970年（昭和45年） \| 25,141人 \| \| \| 1975年（昭和50年） \| 25,742人 \| \| \| 1980年（昭和55年） \| 27,822人 \| \| \| 1985年（昭和60年） \| 29,263人 \| \| \| 1990年（平成2年） \| 30,301人 \| \| \| 1995年（平成7年） \| 33,034人 \| \| \| 2000年（平成12年） \| 34,770人 \| \| \| 2005年（平成17年） \| 35,132人 \| \| \| 2010年（平成22年） \| 34,845人 \| \| \| 2015年（平成27年） \| 33,589人 \| \| \| 2020年（令和2年） \| 33,087人 \| \| |                                        |  |
| 総務省統計局 国勢調査より |                                        |  |
| 1970年（昭和45年） | 25,141人                               |  |
| 1975年（昭和50年） | 25,742人                               |  |
| 1980年（昭和55年） | 27,822人                               |  |
| 1985年（昭和60年） | 29,263人                               |  |
| 1990年（平成2年） | 30,301人                               |  |
| 1995年（平成7年） | 33,034人                               |  |
| 2000年（平成12年） | 34,770人                               |  |
| 2005年（平成17年） | 35,132人                               |  |
| 2010年（平成22年） | 34,845人                               |  |
| 2015年（平成27年） | 33,589人                               |  |
| 2020年（令和2年） | 33,087人                               |  |

## 歴史
『日本書紀』巻七「日本武尊の遠征」に葦の浦・玉の浦を経て日高見へ至るという記述があり、この葦の浦が亘理にあたるという（玉の浦は岩沼市玉浦・仙台空港付近を、日高見は北上川流域を指す）。
- 養老2年（718年） - 『続日本紀』に曰理郡の名が登場。これが文献上での亘理の初見である。
- 天喜4年（1056年）頃 - 亘理権大夫・藤原経清が亘理郡に入部し、亘理地方を所領とする。
- 建久元年（1190年） - 武石胤盛（亘理氏の祖）、源頼朝に亘理郡を与えられる。
- 天正19年（1591年）-亘理氏涌谷へ転封。片倉景綱が、その後11年間亘理の地を治める。
- 慶長7年12月30日（1603年2月10日） - 伊達政宗の一門・伊達成実が亘理城主となる（亘理伊達氏）。
- 明治3年（1870年） - 亘理伊達氏第14代当主・伊達邦成、北海道開拓のため家臣団を率いて胆振国有珠郡（現・伊達市一帯）への移住を開始。
- 1889年（明治22年）4月1日 - 町村制施行により、小堤村の区域をもって、亘理町（わたりまち）が発足する。また、荒浜村、吉田村及び逢隈村が発足する。
- 1943年（昭和18年）4月29日 - 荒浜村が町制施行し、荒浜町となる。
- 1955年（昭和30年）2月1日 - 亘理町、荒浜町、吉田村及び逢隈村が合併し、亘理町（わたりちょう）が発足する。
- 2011年（平成23年）3月11日 - 東北地方太平洋沖地震が発生。亘理町では震度6弱を記録し、役場庁舎が使用不可能となる。さらに大津波により町の面積の47%が浸水し、荒浜・大畑浜・吉田浜・長瀞浜など沿岸の地区が壊滅的被害を受けた。この震災による町民の死者・行方不明者は計305人（町内で発見された遺体は257体）。また5,600棟を超える住宅が全半壊し、産業被害総額は3,353億円超にのぼった[6]。
- 2015年（平成27年）3月15日 - 荒浜にぎわい回廊商店街 開設。
- 2020年（令和2年）1月6日 - 東日本大震災で被災した旧町役場に代わる新庁舎が完成し、この日より業務開始[7]。
- 2022年（令和4年）東日本大震災からの復興を願う大規模な花火大会（東北未来芸術花火）が開かれた。

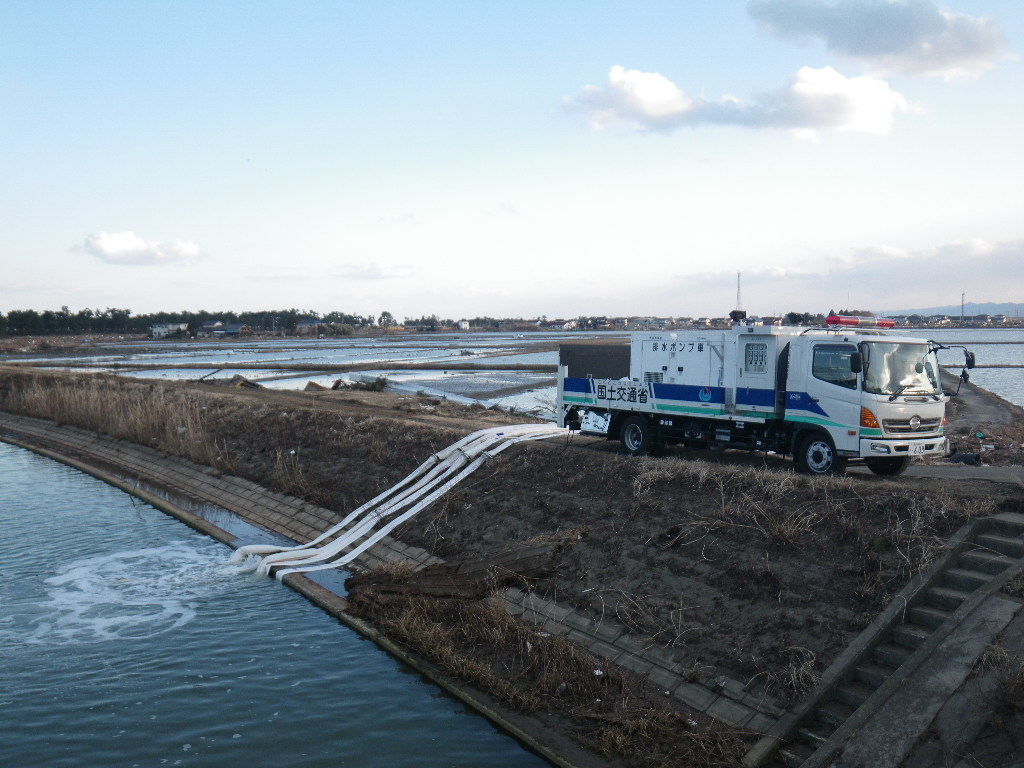
津波により浸入した海水を排出する作業の様子。津波によって町の農地の62.5%が水没した （2011年3月23日、場所不明）
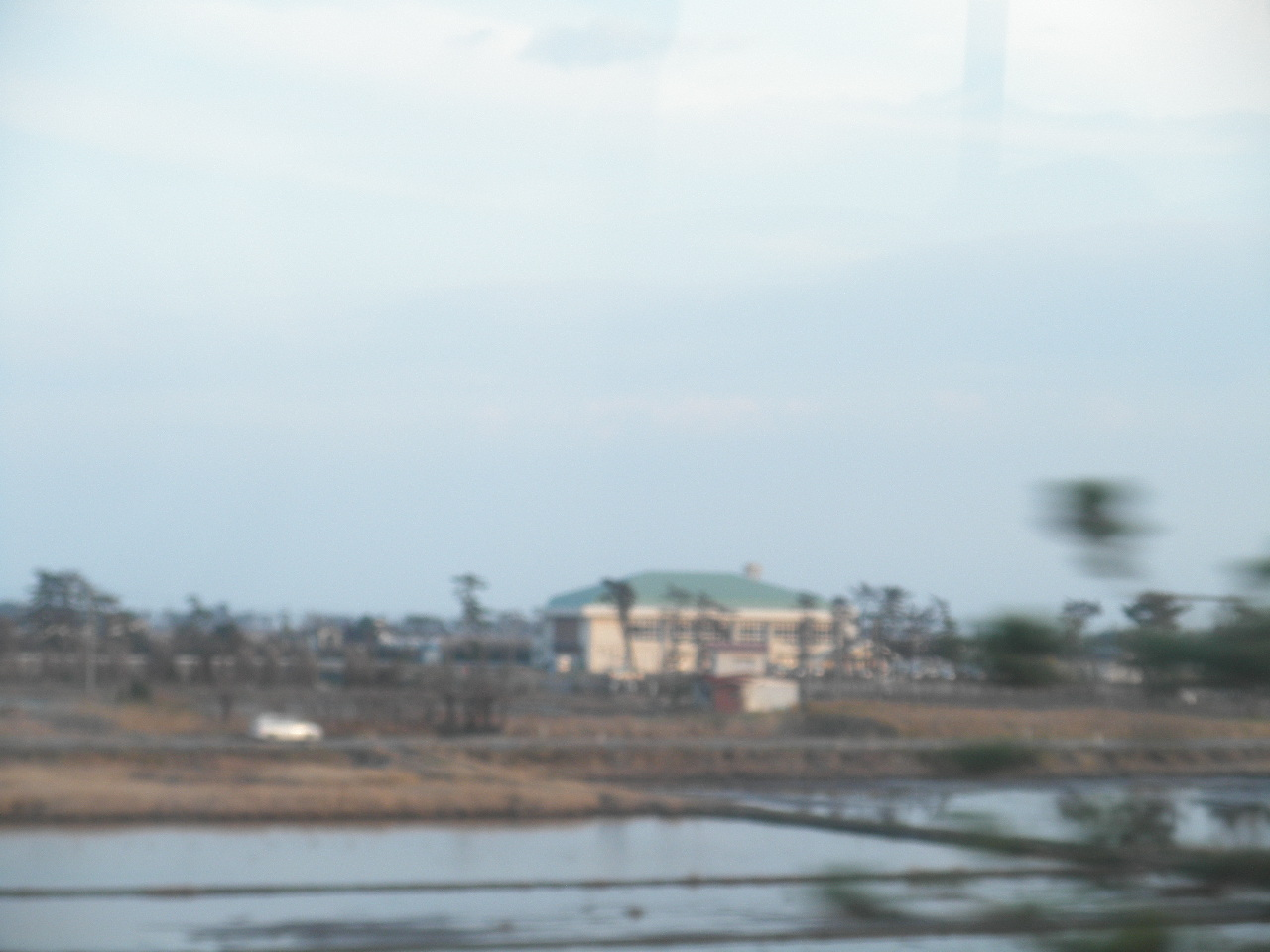
一本松より長瀞小学校を望む。震災から8か月を経過した時点でも、依然として長瀞浜の田畑からは水が引いていない （2011年11月3日、吉田字曽根下）
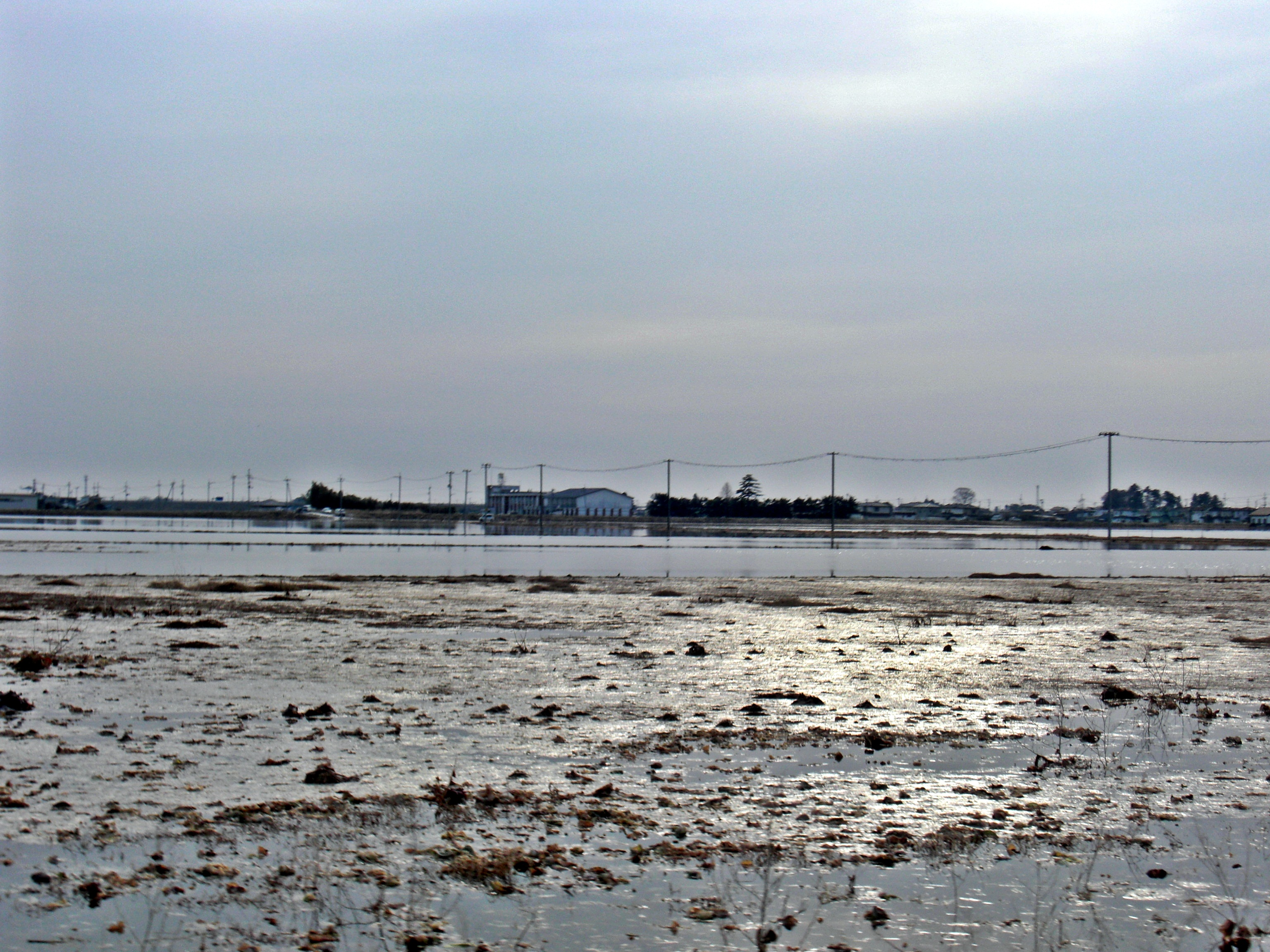
津波により水没した高屋地区の水田 （2011年3月13日）
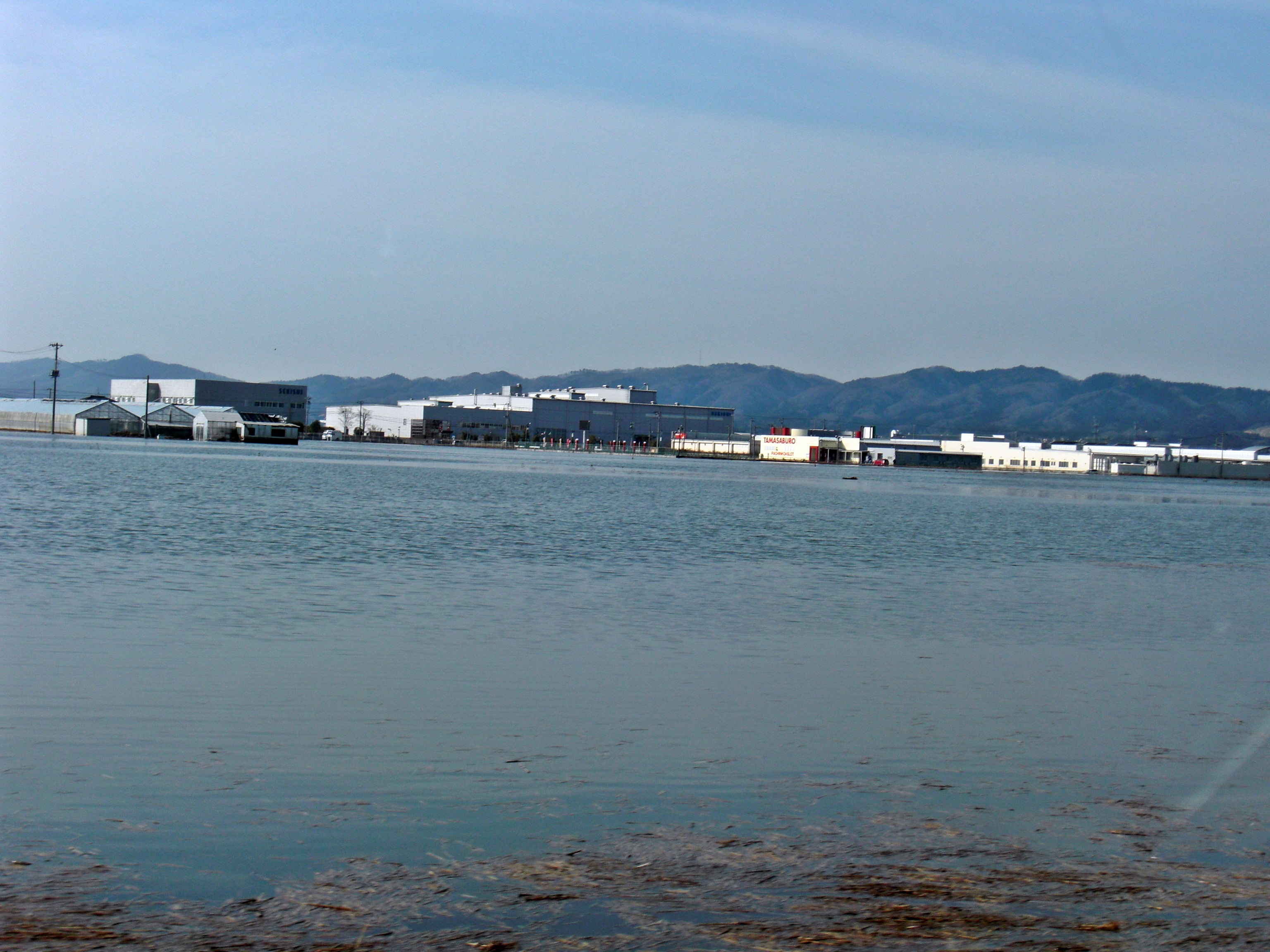
津波により水没した高屋地区 （2011年3月13日）
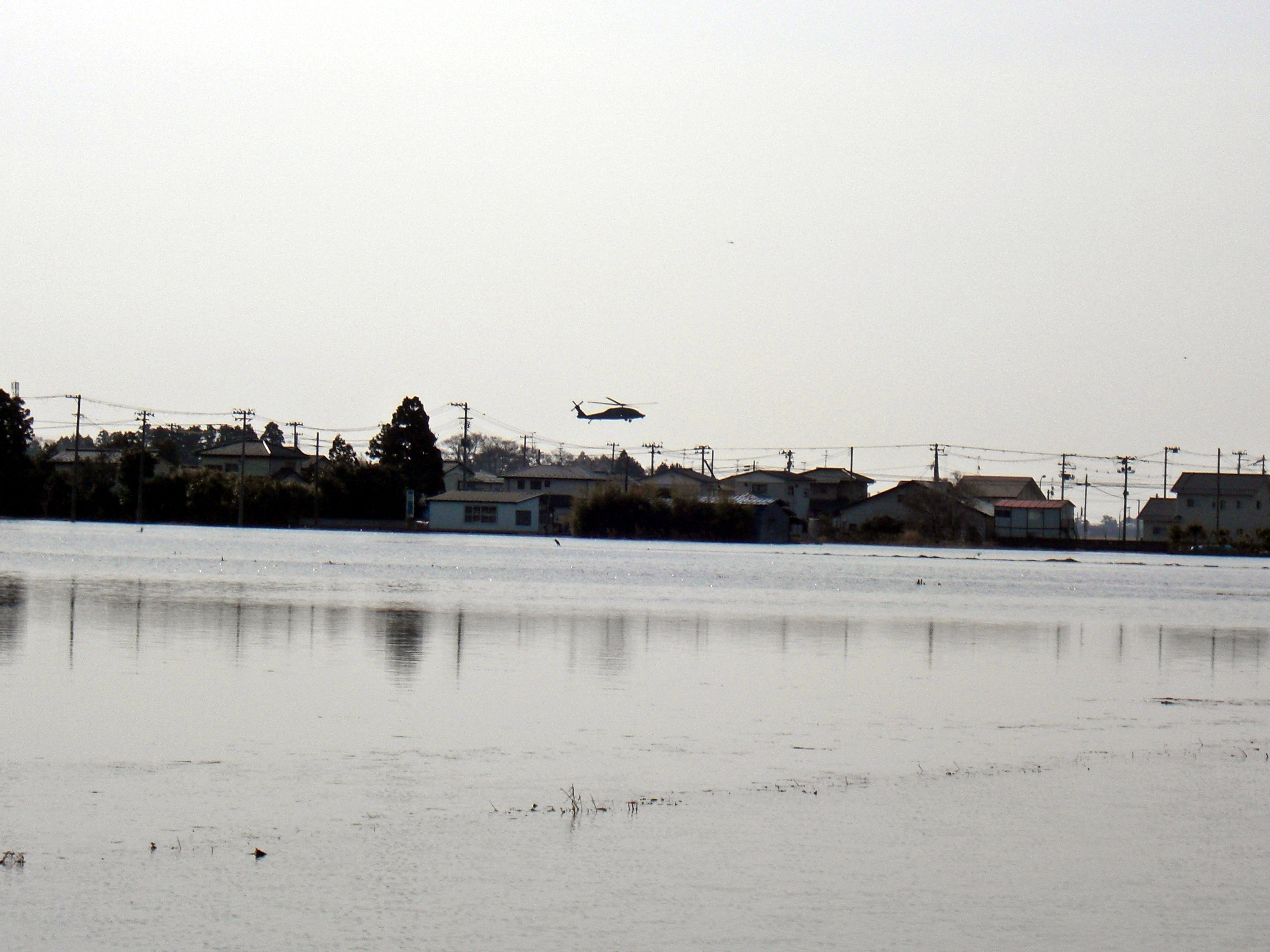
高屋地区で捜索救出活動中のUH-60ヘリコプター （2011年3月13日）
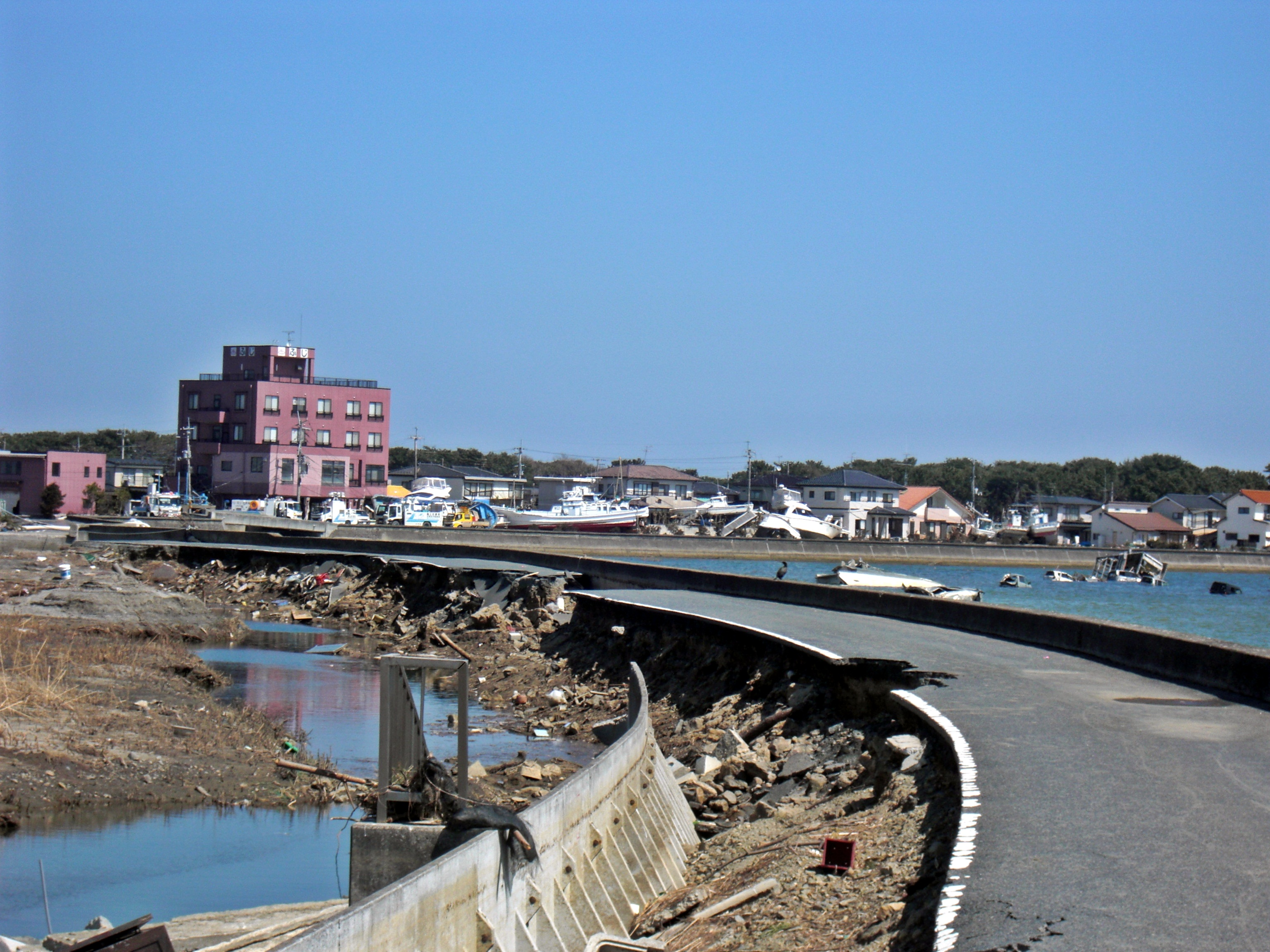
津波により被災した鳥の海北側の地区 （2011年4月1日）
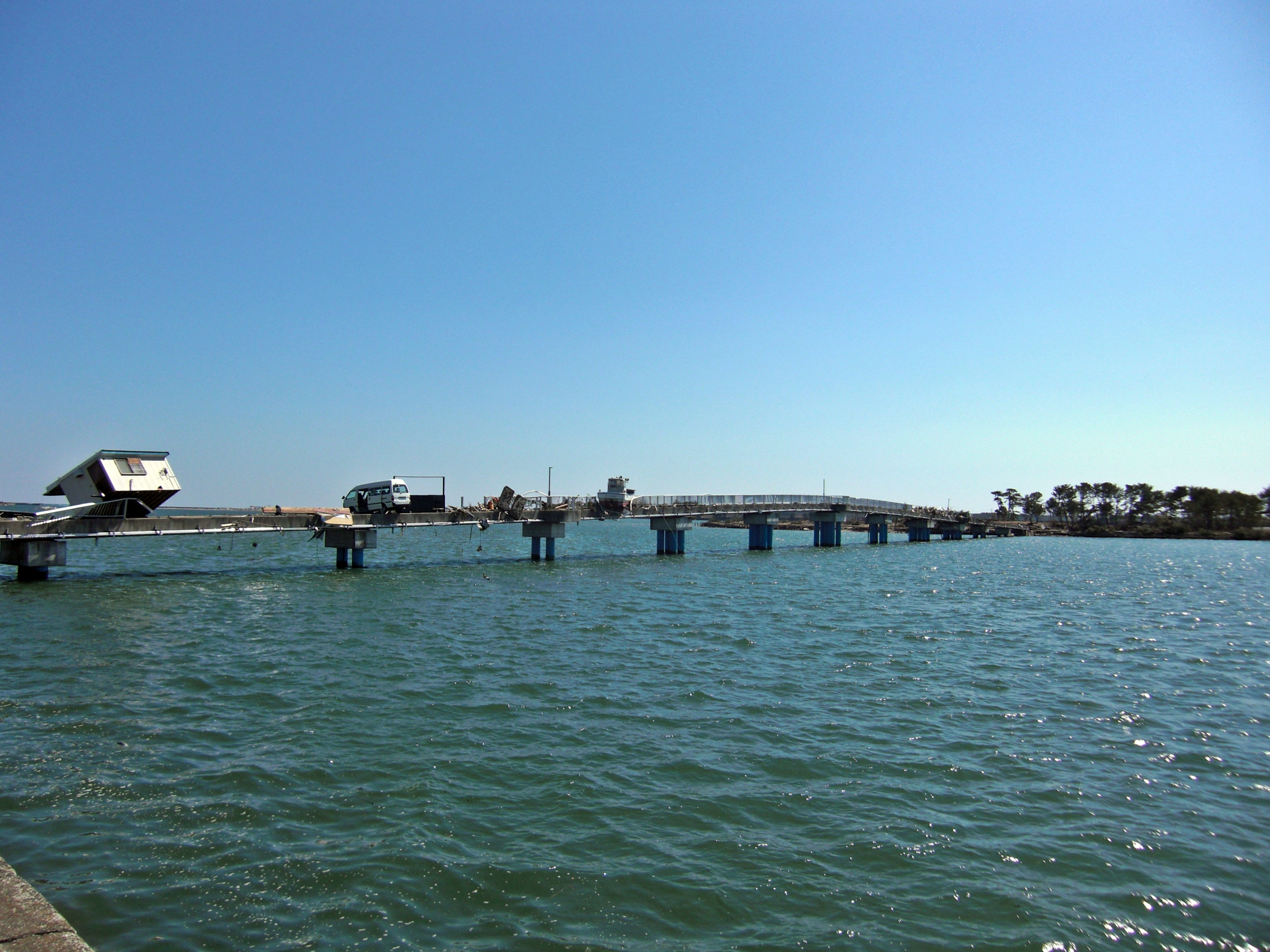
被災した蛭塚への橋「マリンレインボーブリッジ」 （2011年4月1日）

## 行政

### 首長
- 町長：山田周伸（2018年5月28日就任、1期目）

昭和の合併以前
| 代 | 氏名       | 就任                       | 退任                       | 備考 |
| -- | ---------- | -------------------------- | -------------------------- | ---- |
| 1  | 齋藤源吉   | 1889年（明治22年）4月28日  | 1890年（明治23年）3月18日  |      |
| 2  | 武田万治郎 | 1890年（明治23年）8月2日   | 1898年（明治31年）4月12日  |      |
| 3  | 武田吉平   | 1898年（明治31年）7月26日  | 1900年（明治33年）10月23日 |      |
| 4  | 鈴木賢精   | 1900年（明治33年）11月12日 | 1901年（明治34年）3月16日  |      |
| 5  | 中村彬     | 1901年（明治34年）4月2日   | 1904年（明治37年）3月12日  |      |
| 6  | 坂元長造   | 1904年（明治37年）4月14日  | 1909年（明治42年）5月30日  |      |
| 7  | 隈川誠治   | 1909年（明治42年）7月7日   | 1913年（大正2年）3月25日   |      |
| 8  | 武者省吾   | 1913年（大正2年）8月23日   | 1921年（大正10年）3月28日  |      |
| 9  | 山田周吉   | 1921年（大正10年）5月30日  | 1926年（大正15年）3月31日  |      |
| 10 | 永田万吉   | 1926年（大正15年）8月3日   | 1927年（昭和2年）9月9日    |      |
| 11 | 松浦隆造   | 1928年（昭和3年）10月7日   | 1929年（昭和4年）2月22日   |      |
| 12 | 門沢惣蔵   | 1929年（昭和4年）4月29日   | 1930年（昭和5年）4月8日    |      |
| 13 | 丸谷由三郎 | 1930年（昭和5年）4月14日   | 1934年（昭和9年）3月1日    |      |
| 14 | 齋藤譲一郎 | 1934年（昭和9年）3月2日    | 1936年（昭和11年）5月10日  |      |
| 15 | 山田周蔵   | 1936年（昭和11年）5月11日  | 1940年（昭和15年）5月14日  |      |
| 16 | 武田淑郎   | 1940年（昭和15年）5月20日  | 1944年（昭和19年）5月17日  |      |
| 17 | 山田周蔵   | 1944年（昭和19年）5月18日  | 1946年（昭和21年）12月31日 | 再任 |
| 18 | 丹野恒二郎 | 1947年（昭和22年）4月5日   | 1951年（昭和26年）4月4日   |      |
| 19 | 門沢惣蔵   | 1951年（昭和26年）4月22日  | 1955年（昭和30年）1月31日  | 再任 |

昭和の合併以後
| 代 | 氏名       | 就任                      | 退任                       | 備考               |
| -- | ---------- | ------------------------- | -------------------------- | ------------------ |
| 1  | 玉田清     | 1955年（昭和30年）3月13日 | 1956年（昭和31年）11月30日 | 元・逢隈村長       |
| 2  | 山田周蔵   | 1957年（昭和32年）1月13日 | 1965年（昭和40年）1月12日  | 合併前を含めて三任 |
| 3  | 武田伸郎   | 1965年（昭和40年）1月13日 | 1973年（昭和48年）1月12日  |                    |
| 4  | 山形勝治   | 1973年（昭和48年）1月13日 | 1978年（昭和53年）4月20日  |                    |
| 5  | 深田伊三郎 | 1978年（昭和53年）5月28日 | 1982年（昭和57年）5月27日  |                    |
| 6  | 竹澤一雄   | 1982年（昭和57年）5月28日 | 1990年（平成2年）5月27日   |                    |
| 7  | 伊藤敏雄   | 1990年（平成2年）5月28日  | 2002年（平成14年）5月27日  |                    |
| 8  | 齋藤邦男   | 2002年（平成14年）5月28日 | 2014年（平成26年）5月27日  |                    |
| 9  | 齋藤貞     | 2014年（平成26年）5月28日 | 2018年（平成30年）5月27日  |                    |
| 10 | 山田周伸   | 2018年（平成30年）5月28日 | 現職                       |                    |

### 町議会
- 議員定数：18（公明党2、日本共産党2、無所属16）

### 第四次総合計画
2006年度より10ヶ年計画での総合発展計画を策定した。基本理念は「暮らしやすさNO.1」である。

## 経済

### 産業
産業構造
生産高では第三次産業が主だが、土地利用面では農用地が47.5%を占める。イチゴの出荷量が東北地方第1位であり、またリンゴの出荷量も宮城県第1位である。工業は地場食品加工業と自動車関連企業が主である。
地場産物
笹かまぼこ・はらこ飯。いちごワイン・梅羊羹などの果樹（リンゴ・イチゴ・ブドウ・アセロラ）利用産品
産業分類別就業者数
第一次産業：2,036人（11.7％）
第二次産業：5,751人（33.1％）
第三次産業：9,593人（55.2％）
（2005年（平成17年）12月調べ）

### 金融機関
- 七十七銀行亘理支店(指定金融機関)
- 仙台銀行亘理支店
- 宮城第一信用金庫亘理支店
- あぶくま信用金庫亘理支店
- 相双五城信用組合亘理支店
- みやぎ亘理農業協同組合(本所および4支所が亘理町内に所在)

### 郵便局
- 亘理郵便局（集配局）
- 荒浜郵便局
- 浜吉田郵便局
- 亘理逢隈郵便局

## 姉妹都市・提携都市
ふるさと姉妹都市
- 北海道伊達市 - 1981年（昭和56年）4月17日締結
  - これに続いて亘理伊達氏旧領の新地町（1982年（昭和57年）7月21日）と山元町（1988年（昭和63年）4月17日）が亘理町と同様に伊達市との間でふるさと姉妹都市として提携したほか、柴田町が1993年（平成5年）5月30日に伊達市との間で歴史友好都市として提携した。

友好都市
- 大分県日出町 -2014年（平成26年）11月27日締結
- 東日本大震災の支援地を検討していた日出町が、町花がサザンカという共通点から亘理町に決めたということが始まりで、面積や世帯数もほぼ等しいという偶然も重なり、交流が加速した。

### かつて関係のあった都市
親善友好都市
- 青森県南津軽郡尾上町（現：平川市） - 1989年（平成元年）10月26日 - 2005年（平成17年）12月31日
  - 1985年（昭和60年）のふるさと夏祭りに同町の津軽ねぷたを招待して以後、産業分野での交流が深まり提携に至る。平成18年（2006年）1月1日、尾上町が平成の大合併で廃止された際に、新自治体である平川市には関係が引き継がれないことになり、同年10月31日に調印式を行って提携廃止を確認した。ただし、2011年（平成23年）に発生した東日本大震災の際には、平川市は尾上町と亘理町との旧交に基づき、積極的な支援を行っている。

## 地域

### 健康
安心して生涯を託せる「保健福祉のまちづくり」をめざす。

### 教育
生涯学習体制と学校教育の充実を指向。

#### 小学校
町立小学校6校
- 亘理町立亘理小学校
- 亘理町立荒浜小学校
- 亘理町立吉田小学校
- 亘理町立長瀞小学校
- 亘理町立逢隈小学校
- 亘理町立高屋小学校

#### 中学校
町立中学校4校
- 亘理町立亘理中学校
- 亘理町立荒浜中学校
- 亘理町立吉田中学校
- 亘理町立逢隈中学校

#### 高等学校
県立高校1校
- 宮城県亘理高等学校

文部科学省が推進する「学力向上フロンティア」指定校である。
他に幼稚園2園（私立）

## 交通

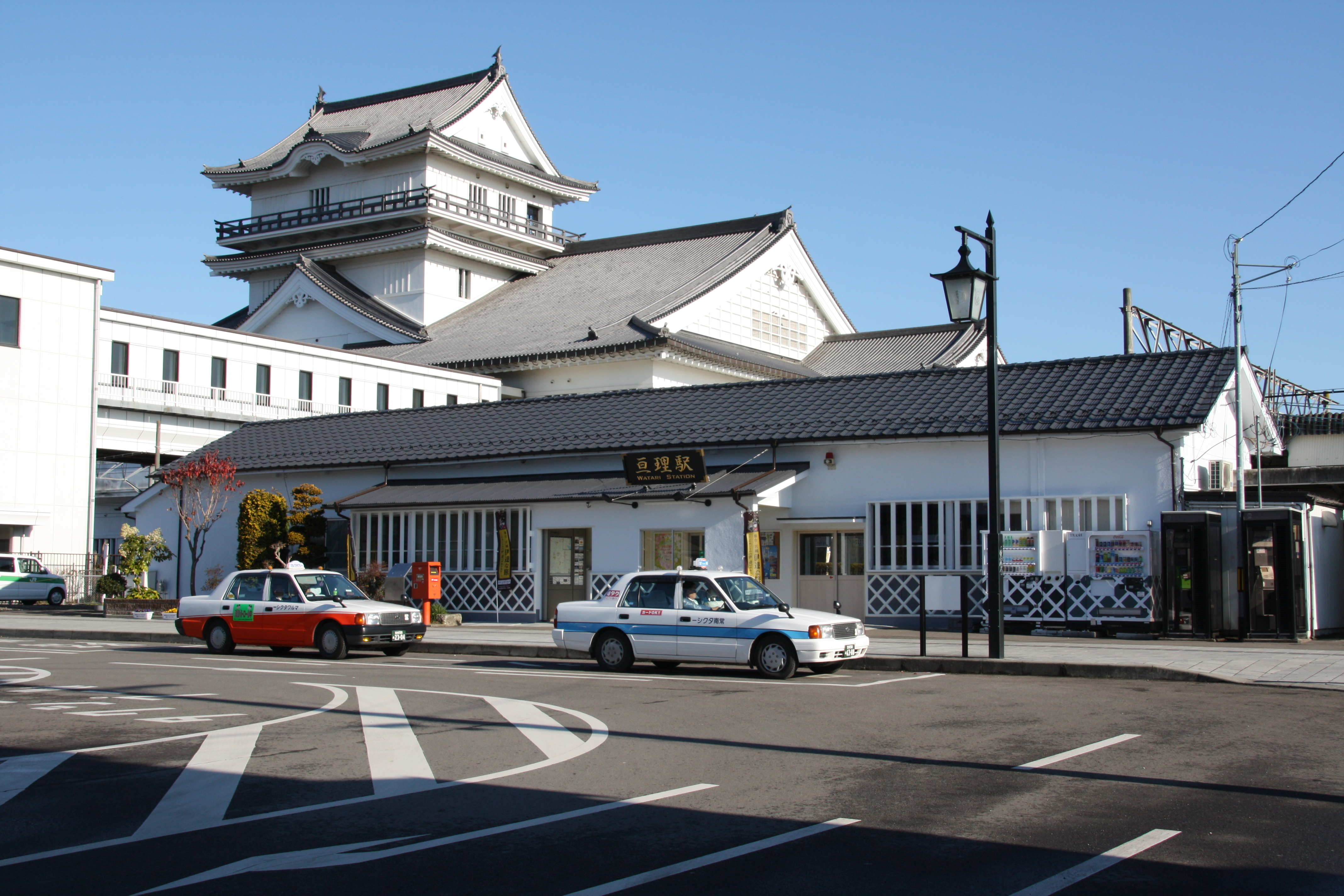
亘理駅

### 鉄道路線
東日本旅客鉄道（JR東日本）
- 常磐線：浜吉田駅 - 亘理駅 - 逢隈駅

常磐線は東北本線仙台駅まで直通

### バス
亘理町町民乗合自動車「さざんか号」

### 道路
高速道路
- E6 常磐自動車道 : （亘理郡山元町） - 鳥の海PA - (1)亘理IC
- E6 仙台東部道路 : (1)亘理IC - （岩沼市）

一般国道
- 国道6号
  - 北方面 - 国道4号・岩沼・名取・仙台・大崎・盛岡
  - 南方面 - 山元・新地・相馬・南相馬・浪江・いわき・日立・水戸・土浦・東京

県道
- 宮城県道10号塩釜亘理線
- 宮城県道14号亘理大河原川崎線
- 福島県道・宮城県道38号相馬亘理線
- 宮城県道52号亘理村田蔵王線
- 宮城県道122号亘理停車場線
- 宮城県道123号荒浜港今泉線
- 宮城県道224号吉田山元線
- 宮城県道269号亘理インター線

## 名所・旧跡・祭事・催事等

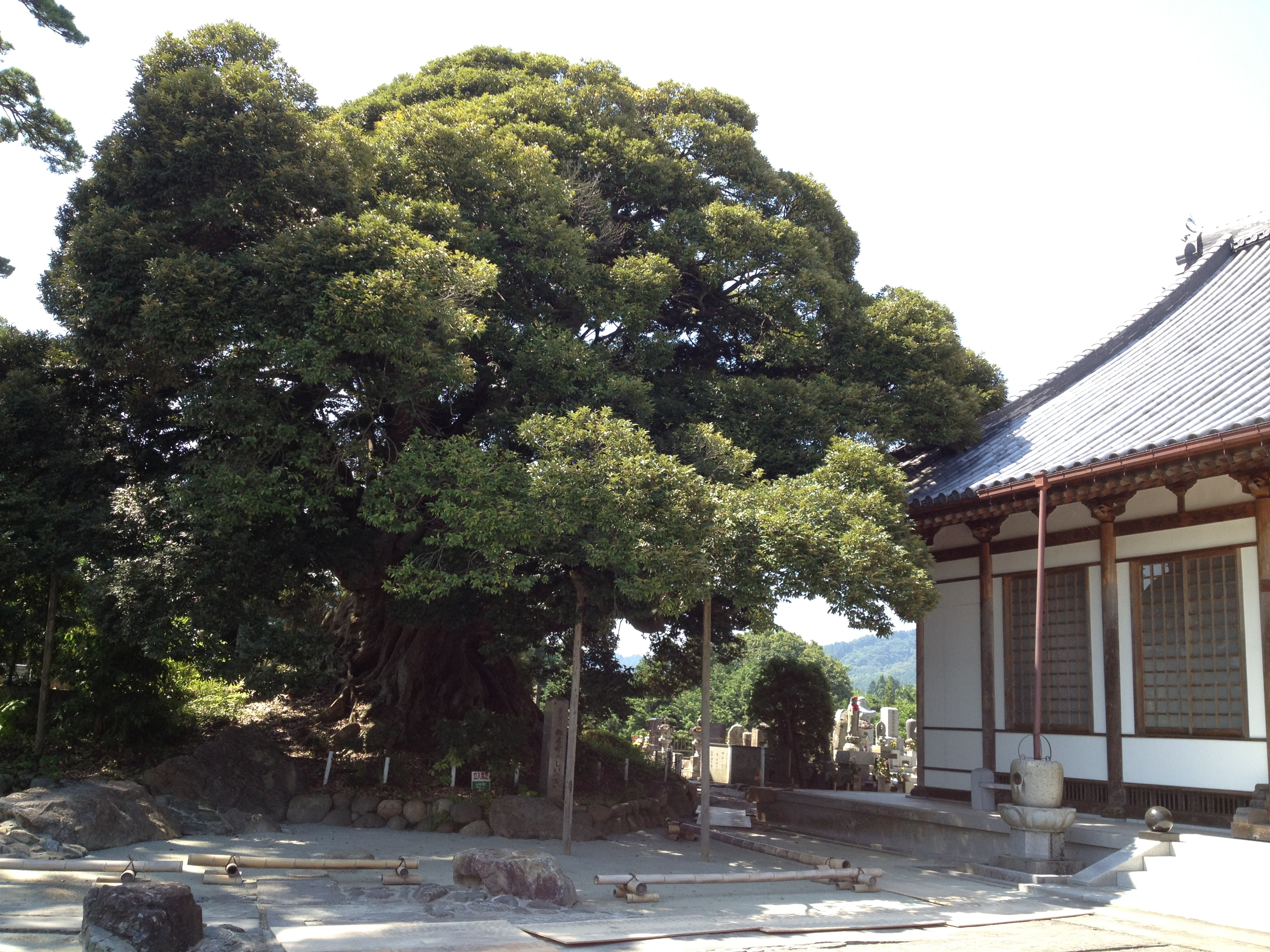
称名寺のシイノキ
2012年9月

- 鳥の海（汽水湖） - 2006年（平成18年）6月、明成高等学校科学部および早川紘之により、鳥の海の東南に広がる吉田浜において、全長3kmに及ぶ国内最大規模の鳴き砂の存在が確認された。
- わたり温泉鳥の海 - 弱アルカリ高温泉。泉温44度（東日本大震災により休業も2014年10月4日に温浴施設と休憩所が再開）
- 三十三間堂官衙遺跡（国の史跡、平安時代の亘理郡衙）
- 大雄寺の亘理伊達家御廟所（小堤城跡）
- 亘理神社（亘理城跡）
- 尊久老稲荷神社
- 称名寺のシイノキ（国の天然記念物） - 他所から移植してきた、高さ約14メートル・周囲約7.5メートルの巨木[8]。
- 末家焼（ばっけやき）
- 水森かおり「亘理の冬」 - ご当地ソング。アルバム『歌謡紀行IX〜松島紀行〜』（2010年9月）所収
- 荒浜にぎわい回廊商店街
- おおくまふれあいセンター
- 亘理公園

## 出身有名人
- 佐藤恵利子 - 女子サッカー選手
- 菅原克己 - 詩人
- 菅原祐輝 - ラグビー選手
- 鈴木淳 - 元サッカー選手、J1監督
- 武田信平 - 元サッカー選手、川崎フロンターレ前会長
- 宮城けんじ - 漫才師（Wけんじ）
- 武者大輔 - ラグビー選手
- 村上和巳 - フリージャーナリスト
- 村松巌 - 七十七銀行元頭取
- 森俊博 - 空手家

## 郷土料理

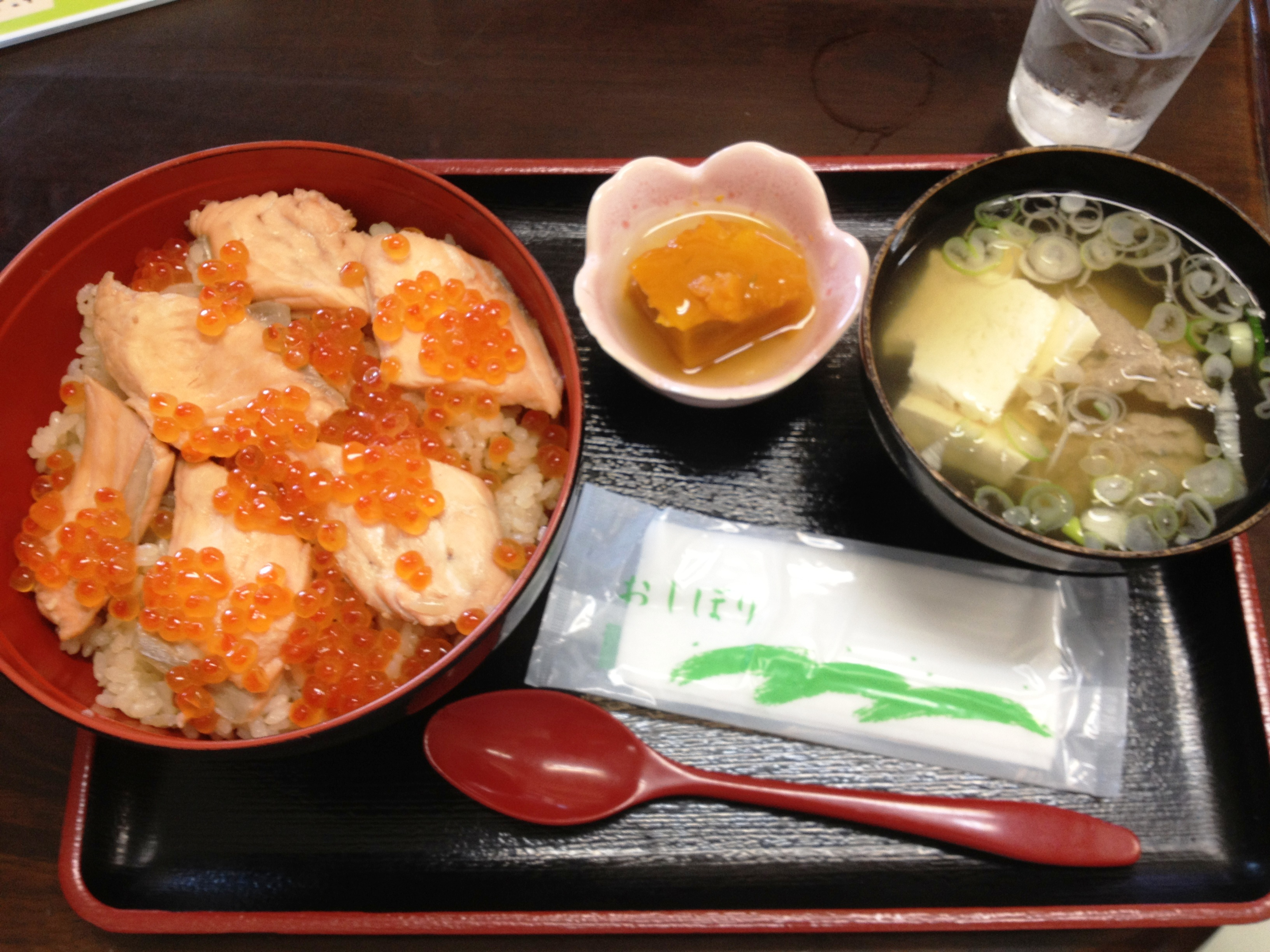
はらこ飯
2012年9月

- あさり飯（春）・しゃこ飯（夏）・はらこ飯（秋）・ほっき飯（冬）

## 町民憲章
「みどり豊かなすみよい田園都市をつくるため」に、以下の憲章を定めている。
一、汗して働き、ゆとりある豊かな町をつくりましょう。
一、自然を生かし、美しい町をつくりましょう。
一、きまりをまもり、助け合う明るい町をつくりましょう。
一、すすんでまなび、郷土を護る文化の町をつくりましょう。
一、希望にみちた、活力のある伸びゆく町をつくりましょう。